# 阿歷斯·馬圖斯
阿歷山大·馬圖斯（英語：Alexandre Matos；2004年10月3日—）是一名英格蘭職業足球員，司職中場，現效力英超球會車路士。

## 球會生涯
馬圖斯出生於，並在當地草根球會肯普斯頓小馬開始足球生涯，及後轉投盧頓的青訓學院，效力其9歲以下梯隊。馬圖斯在2016年轉會到諾域治的青訓學院，並在2021年7月和球會簽下為期兩年的學徒合約。同年10月20日，他與球會簽下了他的首張職業合約。他在2022–23賽季成為U18梯隊主力球員，並在同一賽季首次為U21梯隊上陣。他與諾域治的合約在2023年夏天結束。
2023年7月1日，英超球會車路士宣布簽入馬圖斯。同年10月2日，他在對陣富咸的英超比賽末段後備入替安素·費南迪斯，完成職業生涯地標戰。
2024年1月4日，他被外借到英冠球會哈特斯菲至季尾。他在三日後對陣曼城的足總盃比賽中首次為球隊上陣，但未能阻止哈特斯菲以0–5大敗。同月13日，他在對陣普利茅夫的英冠比賽中首次為哈特斯菲在聯賽上陣，球隊最終以1–1賽和對手。同年2月10日，馬圖斯在對陣修咸頓的聯賽賽事中射入職業生涯首個入球，但未能阻止球隊以3–5落敗。哈特斯菲在季尾降班至英甲。

## 國家隊生涯
馬圖斯是加納裔英格蘭人，他曾代表英格蘭U15青年梯隊。
2024年6月7日，馬圖斯在對陣瑞典的比賽中首次代表英格蘭U20。

## 生涯統計

### 球會
最後更新：2024年5月4日
| 效力球會         | 球季     | 聯賽     | 聯賽 | 聯賽 | 國家盃賽 | 國家盃賽 | 聯賽盃賽 | 聯賽盃賽 | 歐洲賽 | 歐洲賽 | 其他 | 其他 | 總計 | 總計 |
| 效力球會         | 球季     | 聯賽     | 上陣 | 入球 | 上陣     | 入球     | 上陣     | 入球     | 上陣   | 入球   | 上陣 | 入球 | 上陣 | 入球 |
| ---------------- | -------- | -------- | ---- | ---- | -------- | -------- | -------- | -------- | ------ | ------ | ---- | ---- | ---- | ---- |
| 車路士U21        | 2023–24  | —        | —    | —    | —        | —        | —        | —        | —      | —      | 2    | 0    | 2    | 0    |
| 車路士           | 2023–24  | 英超     | 1    | 0    | 0        | 0        | 1        | 0        | —      | —      | —    | —    | 2    | 0    |
| 哈特斯菲（外借） | 2023–24  | 英冠     | 19   | 1    | 1        | 0        | —        | —        | —      | —      | —    | —    | 20   | 1    |
| 生涯總計         | 生涯總計 | 生涯總計 | 20   | 1    | 1        | 0        | 1        | 0        | 0      | 0      | 2    | 0    | 24   | 1    |

1. ↑  於英格蘭足球聯賽錦標賽賽事上陣。